# 吉星拱照
《吉星拱照》是1990年上映的一部香港電影，由杜琪峰執導，周潤發、張艾嘉主演。它翻拍自1988年美国电影《來去美國》。

## 故事概要
林寶生（周潤發飾）是香港富豪，與表妹玉仙（利智飾）早已訂婚。但寶生並不喜歡未婚妻的庸俗，決定逃婚，並要證明自己能獨立生活。
出走的第一天，他陰差陽錯來到了一個慈善晚會，認識了晚會贊助商東東快餐店的老闆（夏雨飾）與其妹妹（張艾嘉飾），還成為了快餐店的員工之一。寶生與一群善良的同事度過了一段難忘的時光，他也看到了自己價值的存在，與老闆的妹妹也產生了感情，但他與表妹的婚期將至，他的真實身份也將浮出水面，而他與老闆妹妹的感情又會如何呢？

## 演員表
| 演員     | 角色              | 粵語配音 | 介紹                                                                 |
| 周潤發   | 林宝生            | 周潤發   | 香港富豪                                                             |
| 周潤發   | 臭四（台譯:阿郎） | 周潤發   | 的士司機 曾偶遇林寶生                                                |
| 張艾嘉   | 洪良玉            | 龍寶鈿   | 洪東東之妺 趙公子之單戀對象                                          |
| 利智     | 陈玉仙            |          | 林寶生之表妹                                                         |
| 郑丹瑞   | 赵公子            | 郑丹瑞   | 暗戀洪良玉                                                           |
| 夏雨     | 洪东东            | 夏雨     | 東東雲吞麵之老闆 洪良玉之哥哥                                        |
| 黃家駒   | 游向東            | 鄧榮銾   | 東東雲吞麵之员工 閒時夾Band 於結局交代組成樂隊進軍樂壇，樂隊為Beyond |
| 黃贯中   | 游向南            | 張炳強   | 東東雲吞麵之员工 閒時夾Band 於結局交代組成樂隊進軍樂壇，樂隊為Beyond |
| 黃家强   | 游向西            |          | 東東雲吞麵之员工 閒時夾Band 於結局交代組成樂隊進軍樂壇，樂隊為Beyond |
| 叶世荣   | 游向北            | 陳嘉輝   | 東東雲吞麵之员工 閒時夾Band 於結局交代組成樂隊進軍樂壇，樂隊為Beyond |
| 黄坤玄   | 马如飞            | 黄坤玄   | 洪東東之遠房親戚 東東雲吞麵之员工                                    |
| 盧海鵬   | 大舊              | 盧海鵬   | 林寶生之好友 警員，曾調職 交通警、CID和移民官                        |
| 楊又祥   | 細舊              | 陳嘉輝   | 林寶生之好友 警員，曾調職 交通警、CID和移民官                        |
| 黃曼     |                   |          |                                                                      |
| 歐陽莎菲 |                   |          |                                                                      |
| 黃新     | 阿肥              | 金貴     | 林寶生之管家兼司機                                                   |
| 胡楓     | 張律師            | 黃子敬   | 林宝生之好友                                                         |
| 黃百鳴   | 神父              |          |                                                                      |
| 羅浩楷   | 客串              |          |                                                                      |
| 葉偉信   | 客串              |          |                                                                      |

## 外部連結
- 香港影庫上《吉星拱照》的資料（繁體中文）
- 互联网电影数据库（IMDb）上《吉星拱照》的资料（英文）